# Cannelle Carré-Cassaigne
Pour les articles homonymes, voir Carré-Cassaigne, Carré (homonymie) et Cassaigne (homonymie).
Cannelle Carré-Cassaigne, née le 21 mars 1995 à Nantes, est une actrice française. Elle est principalement connue pour son rôle de Charlotte Lepic dans la série télévisée Fais pas ci, fais pas ça.
Elle est la sœur cadette de Théodule Carré-Cassaigne, notamment connu pour son rôle dans Les Choristes.

## Filmographie
Sauf indication contraire, les informations mentionnées dans cette section peuvent être confirmées par la base de données cinématographiques IMDb,  présente dans la section « Liens externes ».

### Cinéma
- 2007 : Je déteste les enfants des autres d'Anne Fassio : Luna
- 2015 : Snow White is not a Princess, court métrage de Lisa Hiéblot : Snow White / Lola[1]
- 2015 : Territoire, court métrage de Josué Macé : Loika[1]
- 2015 : Surprise de Mélissande Galienne[1]

### Télévision
- 2007-2017 : Fais pas ci, fais pas ça, série créée par Anne Giafferi et Thierry Bizot : Charlotte Lepic
- 2009 : Histoires de vies, épisode Pas de politique à table réalisé par Valérie Minetto : Camille
- 2013 : Nicolas Le Floch, épisode Le Sang des farines réalisé par Philippe Bérenger
- 2015 : Camping Paradis, épisode Notre belle famille réalisé par Marwen Abdallah : Emma
- 2016-2017 : Le Département, série créée par Matthias Girbig, Benjamin Busnel et Benoit Blanc : Camille Boulin (Guylain / Gudrun Prrrt)
- 2017 : Alice Nevers, le juge est une femme, épisode Justicières réalisé par Éric Le Roux : Gisèle Humbert
- 2017 : Calls, épisode 16/11/2028 - Répondeurs téléphoniques (Paris) réalisé par Timothée Hochet : Chloé
- 2018 : Escape, mini-série réalisée par Stefan Carlod et Valentin Vincent : Laura
- 2020 : Fais pas ci, fais pas ça : Y aura-t-il Noël à Noël ? de Michel Leclerc : Charlotte Lepic
- 2024 : Fais pas ci, fais pas ça : On va marcher sur la Lune d'Alexandre Castagnetti : Charlotte Lepic

### Publicités
- 1999 : BHV
- 2000 : Petit Gervais
- 2000 : Flanby
- 2000 : BHV
- 2003 : Kinder surprise

### Web série
- 2012 : Fais pas ci, fais pas ça : Quand les parents sont pas là! (websérie)
- 2016-2017 : Le Département (websérie de la chaîne YouTube INERNET et depuis le 11 septembre 2016 sur Canal+)